# De Filippis Delfico
(Melchiorre Delfico, Lettera a Giacinto Dragonetti, Epistolario, vol. IV delle Opere complete)
De Filippis Delfico è il cognome di una famiglia formata dal matrimonio celebrato nel 1820 tra Gregorio De Filippis di Napoli e Marina, ultima dei Delfico di Teramo, città nella quale la famiglia si stabilì inizialmente.
Gregorio (1801-1847), era nato a Napoli, da Troiano e da Aurora Cicconi, teramana d'origine, appartenente alla famiglia Cicconi di Morro d'Oro, alla quale erano appartenuti Michelangelo e Francesco Cicconi, quest'ultimo consigliere di Stato. La famiglia Cicconi di Morrodoro era imparentata con i Filangeri di Candida di Trani e risalenti a Gaspare de Bracamonte de Pegnoranda ed a S.Tommaso D'Aquino. Marina (1801- 1867), era figlia di Orazio Delfico e Diomira Mucciarelli (nobile famiglia patrizia di Ascoli, imparentata con i Malaspina, Neroni, la cui madre era una Tiraboschi, nobile di Jesi e Senigallia, nipote dell'illustre storico), nata durante l'esilio dei genitori a San Marino ed ultima della sua famiglia.

## I nove figli di Gregorio e Marina De Filippis Delfico
- Troiano (1821-1908), patriota, dopo il 1848 visse in esilio in Grecia. Al rientro fu "prodittatore della provincia di Abruzzo ultra primo", con Clemente de Caesaris e Pasquale de Virgillis. Fu poi comandante della Guardia nazionale di Teramo, con il grado di maggiore. Nel 1880 fu eletto senatore del Regno. Sposò Bianca Casamarte Treccia di Campotino, dalla quale ebbe tre figli:
  - Marino (1871 - 1945), deputato al parlamento e sindaco di Montesilvano, dall'aprile del 1902 al settembre 1910:
  - Luciano (1873 - 1954), sindaco di Montesilvano dal mese di agosto del 1914 al mese di febbraio del 1924;
  - Beatrice (1876 - 1957); sposata al cugino, barone Casamarte Treccia di Campotino da cui:Maria sp. avv.Bassino di Pescara da cui la attuale famiglia Bassino Casamarte.
- Giovanni Bernardino, o semplicemente Bernardino (1823-1870), fu pittore ed eseguì affreschi per il palazzo di famiglia e le chiese di Sant'Agostino a Teramo e dell'Addolorata a Mosciano Sant'Angelo. Dipinse anche il sipario del Teatro Comunale di Teramo, oggi demolito. Sposò Michelina Martinetti-Bianchi di Chieti (tale famiglia era imparentata con i conti Frisciotti de'Pellicani[1] di Civitanova Marche dalla quale discende S. Gabriele dell'Addolorata).

Da costui discende la famiglia Paris di Roseto degli Abruzzi ed i conti Rosati di Monteprandone poi Rosati di Monteprandone De Filippis Delfico.
- Melchiorre (1825-1895), fu disegnatore e caricaturista, compositore musicale e cantante lirico. Visse a Napoli. Sposò Concetta Sposito dalla quale ebbe numerosi figli (tra i quali Carlo, Marina e Rosa)(tuttora con discendenza a Pescara: conte ing.Massimo de Filippis Dèlfico)
- Filippo (1827-1907), patriota, come il fratello Troiano, dopo il 1848, visse per alcuni anni in esilio. A Marsiglia fu iniziato alla massoneria e al suo ritorno a Teramo fondò la loggia "Melchiorre Delfico". Rivestì numerose cariche pubbliche: fu Presidente della Fratellanza artigiana e anche tra i fondatori della locale Banca popolare. Sposò Cleomene Fallocco. Tra i suoi figli ricordiamo Fausto, Alba, Diomira, Violetta e Vinca. 
  - Vinca De Filippis Delfico (1861-1911), sposata a Simone Sorge di Nereto, è ricordata per la singolare bellezza che affascinò D'Annunzio e Michetti. Il primo la corteggiò apertamente e il secondo la ritrasse in molte occasioni. In una delle sue lettere D'Annunzio le scriveva:

(Gabriele D'Annunzio, Lettera a Vinca De Filippis Delfico, da Francavilla, 8 settembre, 1888, pubblicata in Paola Sorge, Sogno di una sera d'estate. D'Annunzio e il cenacolo michettiano, Altino, Ianieri editore, 2004.)
Quando il poeta le fece omaggio di una copia del romanzo "Il piacere", Vinca gli rispose in termini crudi ed espliciti:
(Vinca De Filippis Delfico, Lettera a Gabriele D'Annunzio, da Nereto, 21 maggio 1889, in Franco Di Tizio, Francesco Paolo Michetti nella vita e nell'arte, Pescara, Ianieri editore, 2007, p.208.)
D'Annunzio frequentò per molti anni la casa dei Sorge ed ebbe modo di conoscere anche i De Filippis Delfico. Nelle lettere a Vinca ricorrono infatti i nomi delle sorelle Alba e Diomira e del padre Filippo. D'altro tono fu l'amicizia tra Vinca e Francesco Paolo Michetti, legato ai Sorge da vincoli di "comparato" e, quindi, più intimo dei parenti più stretti. Michetti ritrasse Vinca in diverse occasioni: il più noto dei ritratti è senz'altro il "pastello su carta" del 1887. Nata nel 1861, Vinca si spense nel 1911 per un tumore non curato.
- Aurora (1829-1894), condivise con i fratelli gli ideali risorgimentali. Sposò il patriota Ambrogio Rossi di Mosciano Sant'Angelo dal quale ebbe 11 figli. Si impegnò nella raccolta di fondi e risorse per i garibaldini abruzzesi in partenza per Mentana. Fu in corrispondenza epistolare con Giuseppe Garibaldi;( discendenti attuali oltre alla famiglia Rossi, la famiglia dei conti Battaglia di Norcia, i baroni Leopardi di Civitaquana e Ginestra, la famosa cantante lirica rumena, Florica Cristoforeanu)
- Ludovico, o Lodovico (1833-1866), avviato alla scuola di disegno di Pasquale Della Monica, fu un apprezzato calligrafo. Si conserva una originale serie di diplomi augurali, con versi, disegni e decori, che Ludovico era solito dedicare ad amici e parenti. Dal 1861 trasferì la residenza a Montesilvano dove si occupò della conduzione dei terreni di famiglia;
- Margherita (1835-1910), sposò nel 1856 l'aquilano Michele Iacobucci che fu tra i pionieri dell'alpinismo in Abruzzo; da lei discende la famiglia dei baroni Signorini Corsi (vedi Museo Signorini Corsi di L'Aquila)
- Michele (1840-1905), fu allievo del pittore Pasquale Della Monica e in gioventù si dedicò alla scultura, secondo quanto riferito da Osvaldo Galli nel suo volume su Montesilvano dove sono citate anche alcuni suoi lavori.
- Rosa,ultimo genita, che sposò il Barone Giovanni Madonna di Isola del Gran Sasso, Sindaco di Montesilvano dal 1899 al 1902 con cui ebbe 13 figli.